# Giovanni Pietro da Rho
Giovanni Pietro da Rho (Rho, 1465 ca – post 1513) è stato uno scultore italiano.

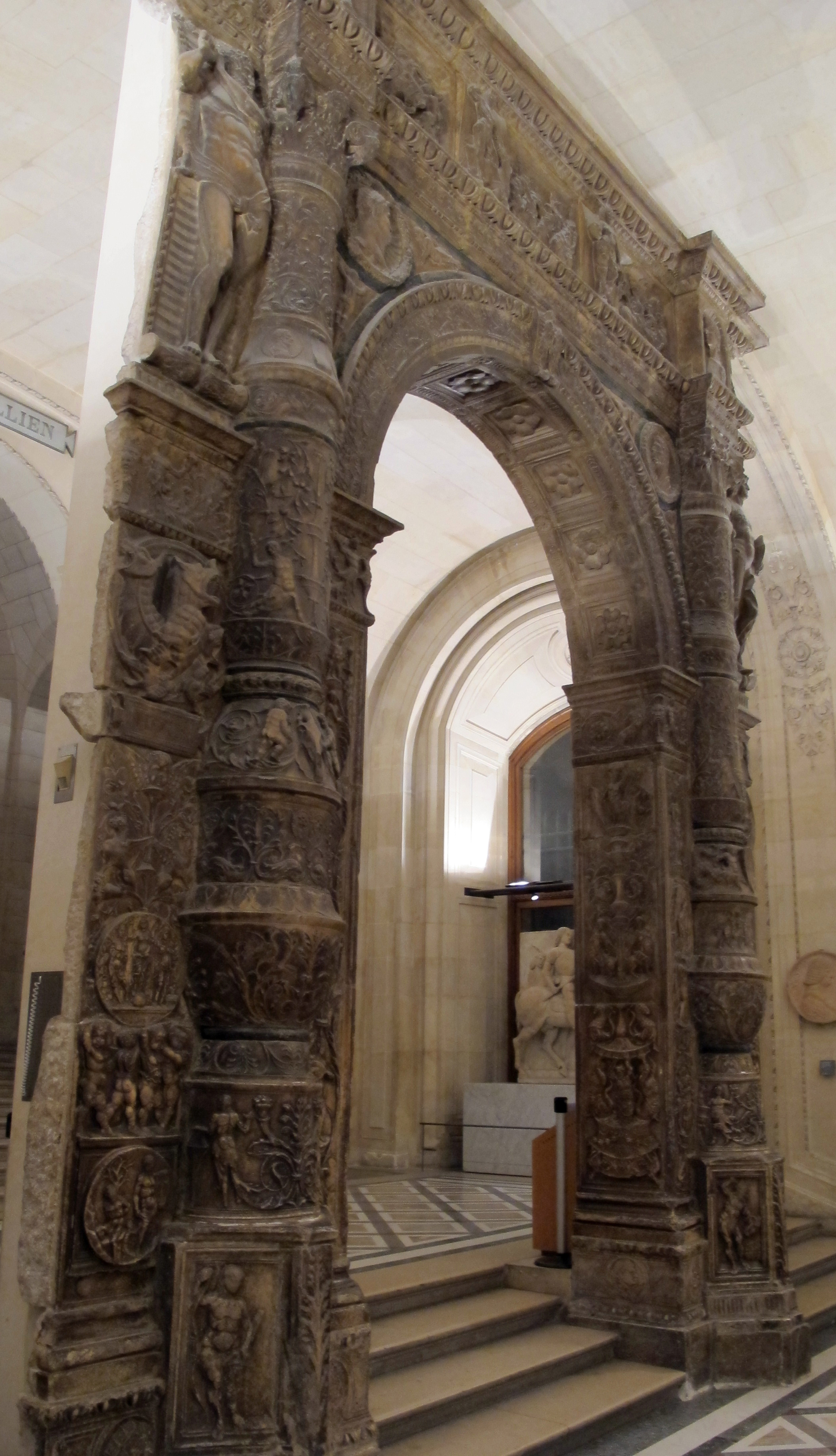
Giovanni Pietro da Rho (attr.), portale con le figure di Ercole e Perseo, da palazzo Rossi di s.Secondo (già Stanga) a Cremona, fine del XV sec, Musée du Louvre

Fu attivo prevalentemente a Cremona, dove lavorò alla decorazione di Palazzo Fodri, Palazzo Stanga e Palazzo Raimondi. Al servizio della Fabbrica della cattedrale di Cremona, fu impiegato nell'esecuzione della parte alta della facciata, per la quale scolpì le figure dei Ss. Pietro, Paolo, Pietro Esorcista e Marcellino. Due bassorilievi, firmati, raffiguranti S. Antonio Abate e S. Girolamo, si conservano al Museo civico di Cremona.